# Ramon Martí Alsina
Ramón Martí i Alsina (n. 10 august 1826, Barrio de La Ribera⁠(d), Catalonia, Spania – d. 21 decembrie 1894, Barcelona, Catalonia, Spania) a fost un pictor spaniol în stil realist.

## Biografie
S-a născut în familia modestă a unui funcționar municipal și a rămas orfan la vârsta de opt ani. A fost crescut apoi de nașul său, care s-a opus planurilor sale de a deveni artist. În consecință, a început să studieze filozofia (și a obținut în cele din urmă o diplomă de licență în acest domeniu), dar a urmat și cursuri serale la Escola de la Llotja⁠(d). Primele sale încercări de a fi artist profesionist au avut loc în orașul natal al mamei sale, Mataró, unde și-a câștigat o reputație modestă în rândul burgheziei locale ca portretist. În această perioadă, principala sa sursă de inspirație venea tot din natură; își petrecea timpul liber pictând în munți și de-a lungul coastei Maresmei.

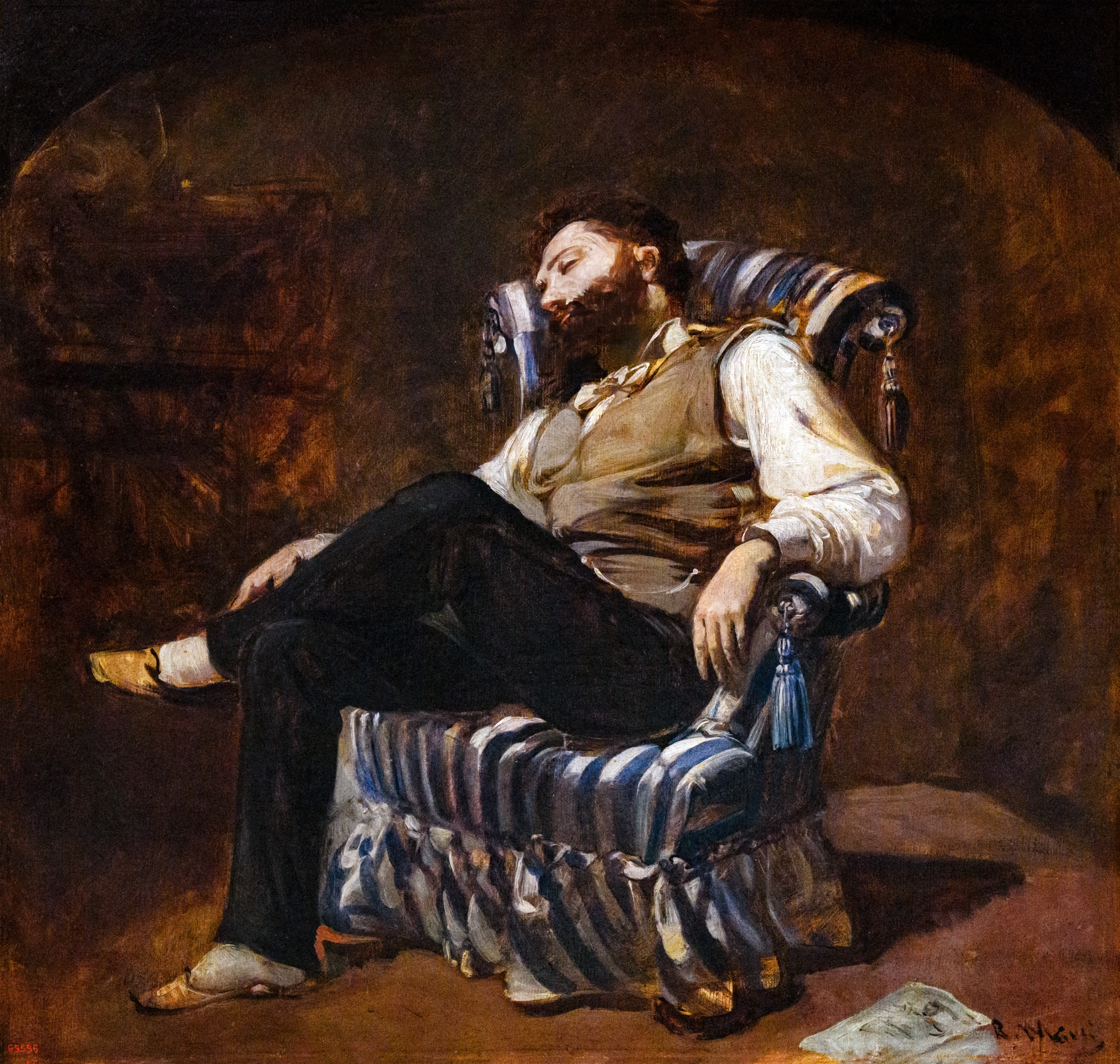
Siesta (1884), </br> opera sa cea mai cunoscută.

În 1848 a mers la Paris unde a vizitat Muzeul Luvru și s-a familiarizat cu operele lui Horace Vernet și Eugène Delacroix. Mai târziu, a descoperit operele lui Gustave Courbet și a intrat sub influența școlii Barbizon. Patru ani mai târziu, a devenit profesor de desen la La Llotja. De asemenea, a fost unul dintre primii care introdus conceptul de pictură în aer liber în rândul studenților săi. Prima sa expoziție majoră a fost la Exposición General de Bellas Artes din Barcelona în 1851. A devenit membru corespondent al Reial Acadèmia Catalana de Belles Arts de Sant Jordi⁠(d) în 1855.

### Dificultăți
Ca urmare a studiilor sale filozofice anterioare, a fost atras de pozitivism, republicanism și anticlericalism și s-a identificat cu idealurile Revoluției din 1868. În timpul domniei regelui Amadeo I, a demisionat din La Llotja (deși unele surse spun că a fost demis) pentru că nu a jurat credință față de Constituția spaniolă din 1869. După declararea Primei Republici Spaniole a fost printre cei reabilitați prin ordin general al președintelui Francisco Pi y Margall⁠(d).

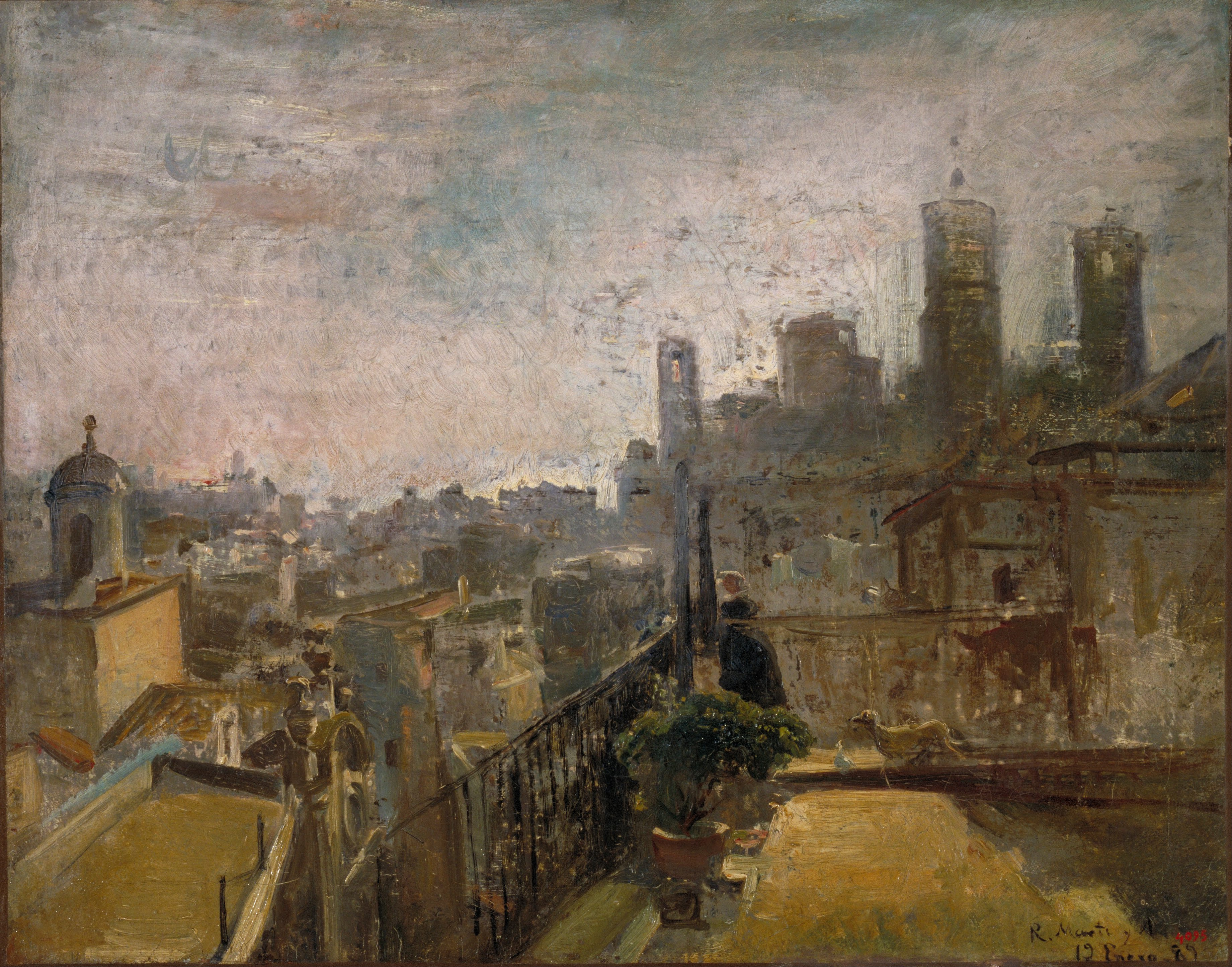
Vedere a Barcelonei de pe un acoperiș în</br>Riera de Sant Joan (1889)

În anii șaptezeci opera sa a intrat în ceea ce a fost probabil cea mai creativă fază a sa, în timp ce viața sa personală a fost afectată de o tragedie. În 1872 fiul și fiica lui au murit ambii la câteva zile unul de celălalt, iar în 1878 și-a pierdut soția. În același timp, s-a îndatorat foarte mult. Acest lucru l-a forțat să-și mărească producția artistică, aproape până la punctul de a crea pe o linie de asamblare. El a avut pentru scurt timp șapte ateliere separate deschise pentru a găzdui lucrările sale în curs. Cele mai multe dintre ele au fost în mare parte produse de angajații săi, și doar finisajele au fost realizate chiar de artist. Peste 4.000 de picturi din această perioadă îi poartă semnătura. În cele din urmă, în 1889, a reușit să se recăsătorească, dar problemele economice l-au urmărit pentru tot restul vieții.
Cu toate acestea, o mare parte a vieții lui a fost obsedat de a-și finaliza ciclul de picturi despre Războiul Peninsular și cele două asedii ale orașului Girona, pe care le începuse în 1863 cu „Marea zi a orașului Girona”, măsurând 488 x 1066 centimetri. Ciclul nu a fost niciodată încheiat.

## Selecție de picturi

### Din ciclul Girona

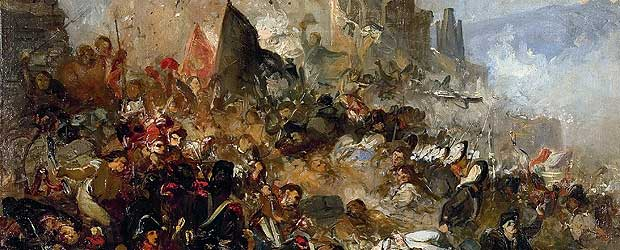
Al treilea asediu al Gironei
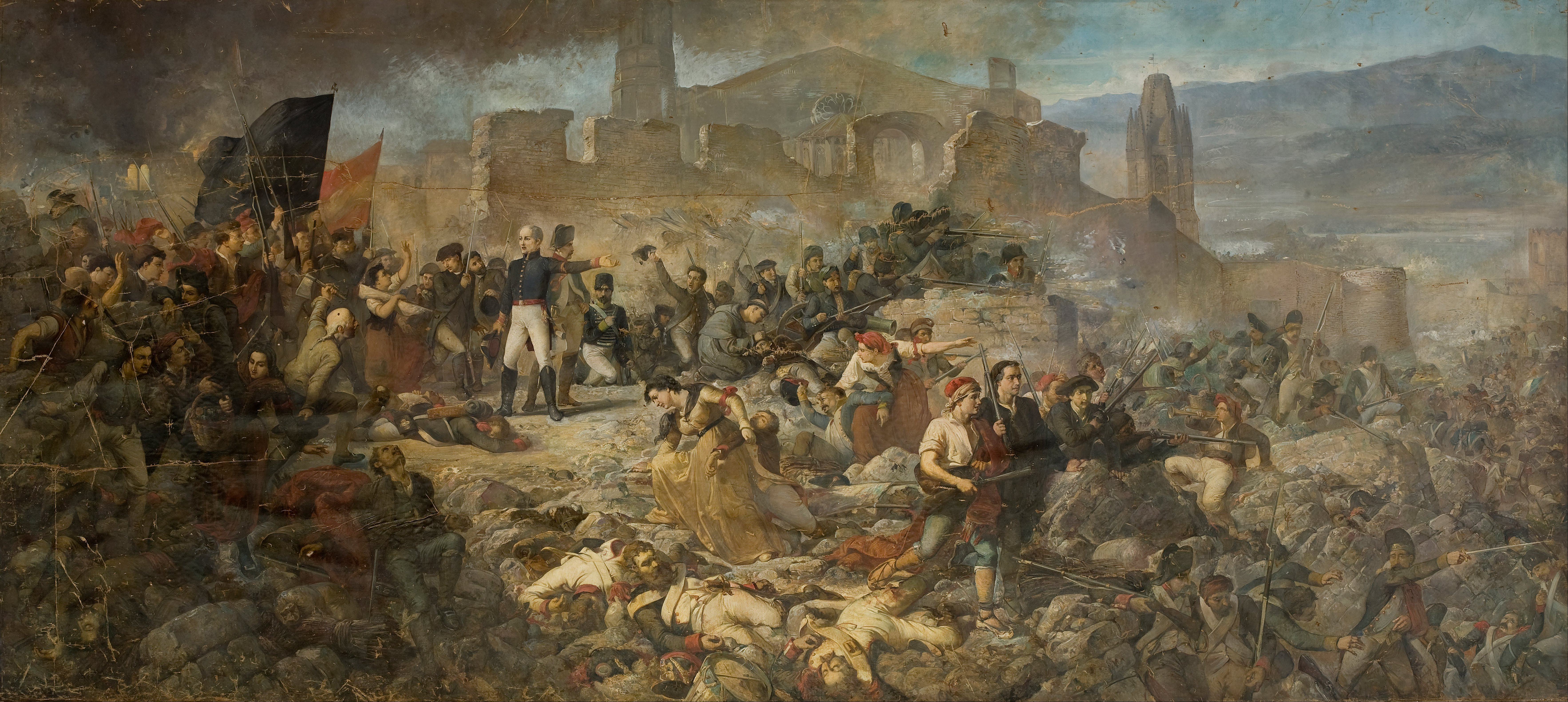
Marea zi a Gironei

### Alte lucrări

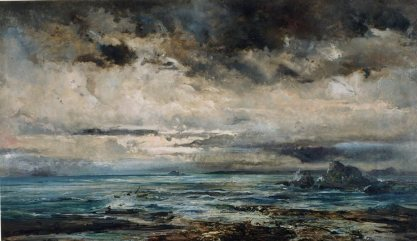
Marea furtunoasă
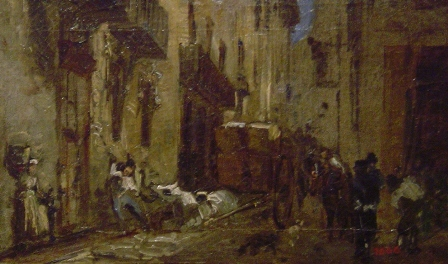
Peisaj urban
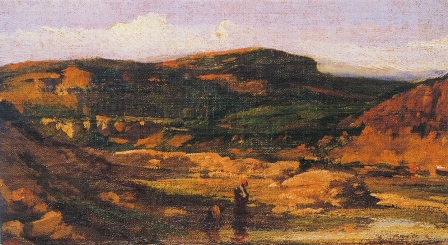
Peisaj de țară
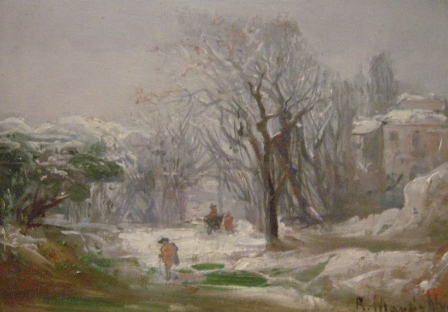
Peisaj rural cu figuri